# Les Mosses
Les Mosses (toponimo francese) è una frazione del comune svizzero di Ormont-Dessous, nel Canton Vaud (distretto di Aigle).

## Geografia fisica
Les Mosses sorge sul Col des Mosses.

## Economia

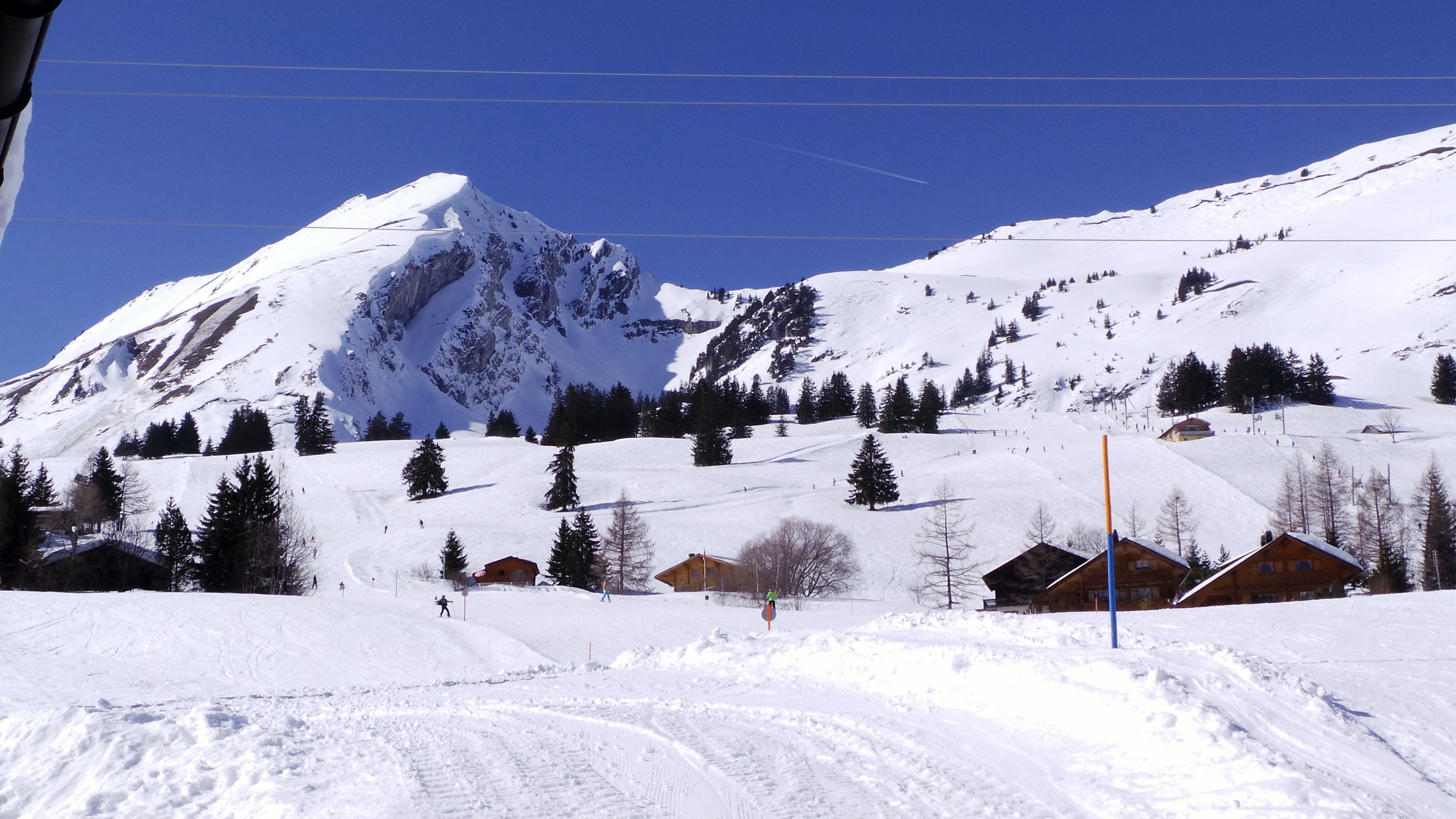
Piste sciistiche a Les Mosses

Les Mosses è una stazione sciistica sviluppatasi a partire dagli anni 1930. Forma un comprensorio sciistico con le vicine stazioni di Leysin, La Lécherette e Glacier 3000, per un totale di 110 km di piste.

## Sport
Les Mosses ha ospitato una tappa della Coppa del Mondo di sci alpino 1978.